# Цихов
Цихов (нім. Zichow) — громада у Німеччині, у землі Бранденбург. 
Входить до складу району Уккермарк. Підпорядковується управлінню Грамцов. Населення - 617 мешканців (на 31 грудня 2010). Площа - 32,15 км². Офіційний код  — 12 0 73 645. 

## Населення
| Рік  | Населення |
| ---- | --------- |
| 2005 | 645       |
| 2010 | 611       |

## Пам'ятки

Інші пам'ятки
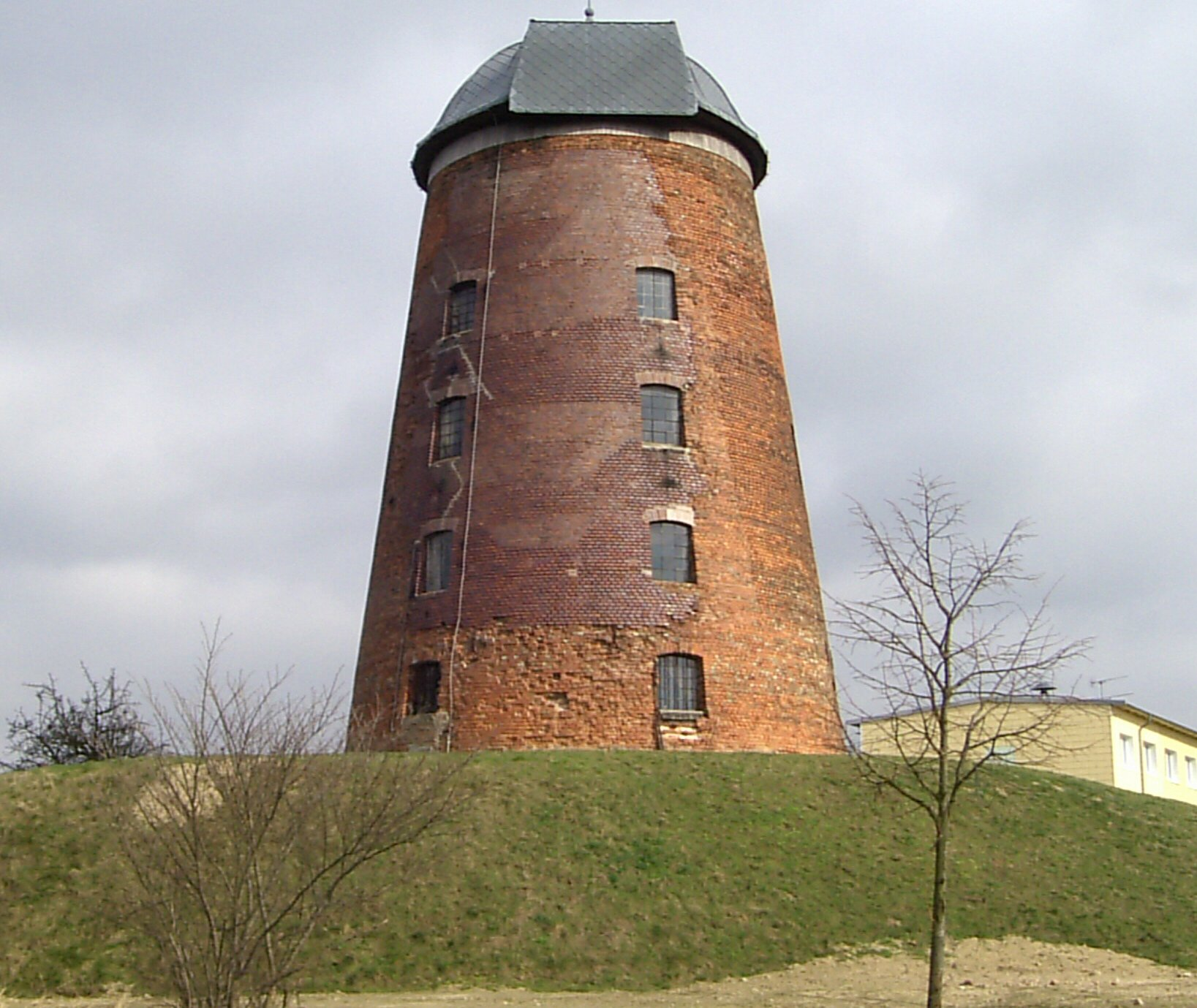
Вітряк
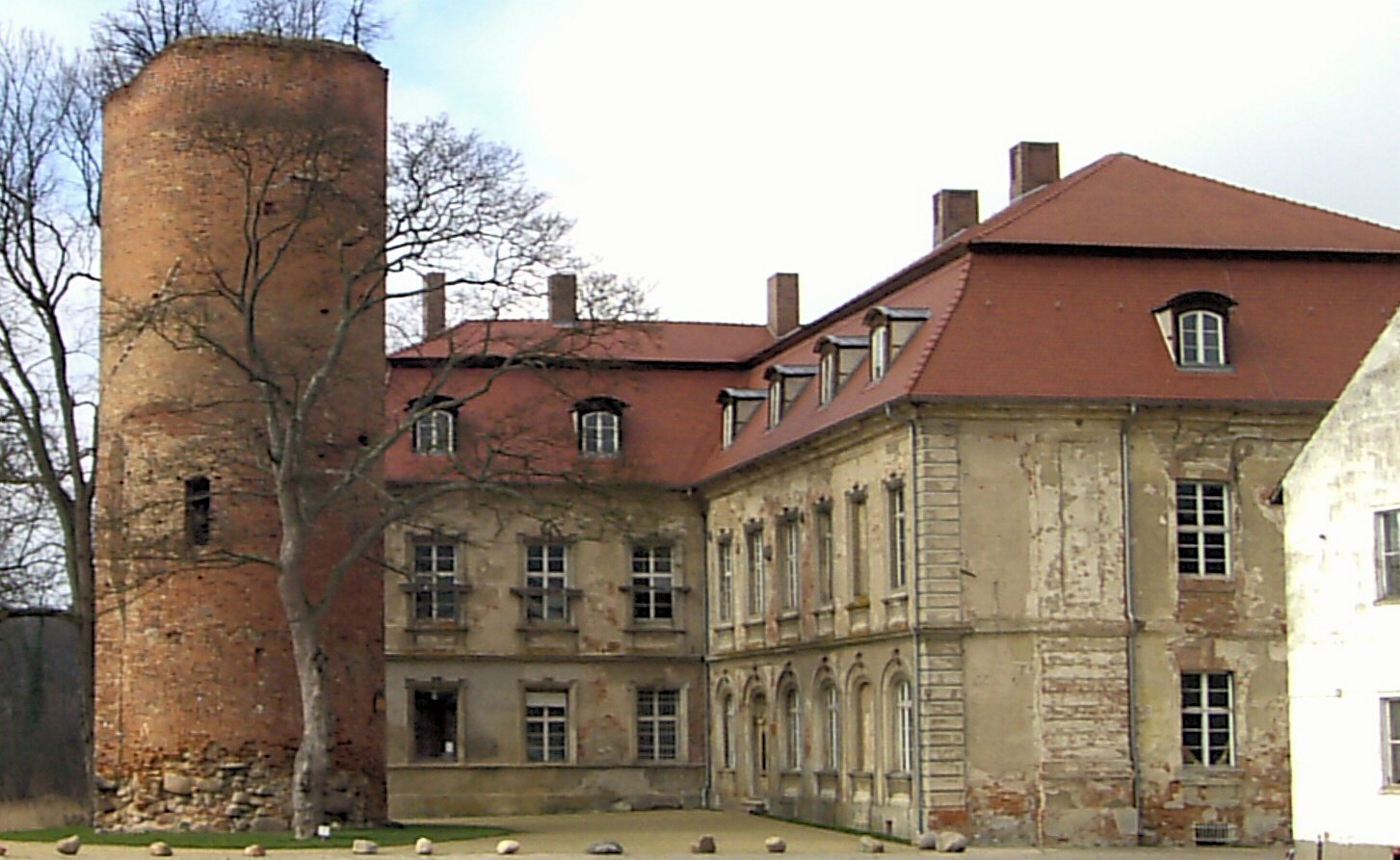
Замок
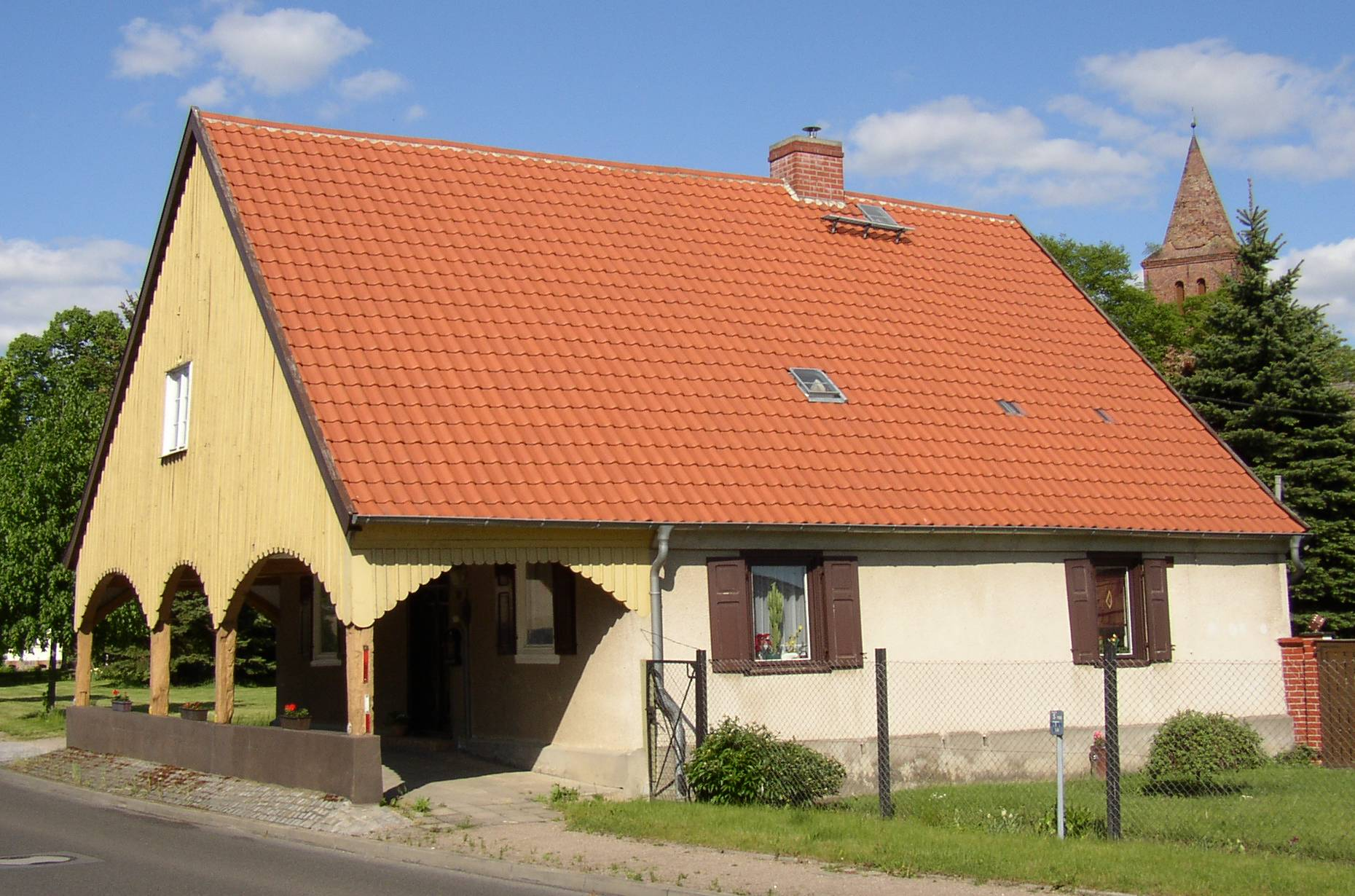
Форлаубенхаус

Визначні пам'ятки, що входять до Бранденбурзького списку земельного значення:
- Голландський вітряний млин (лопаті були зірвані під час шторму у 1921)
- Цихівський замок

Церкви
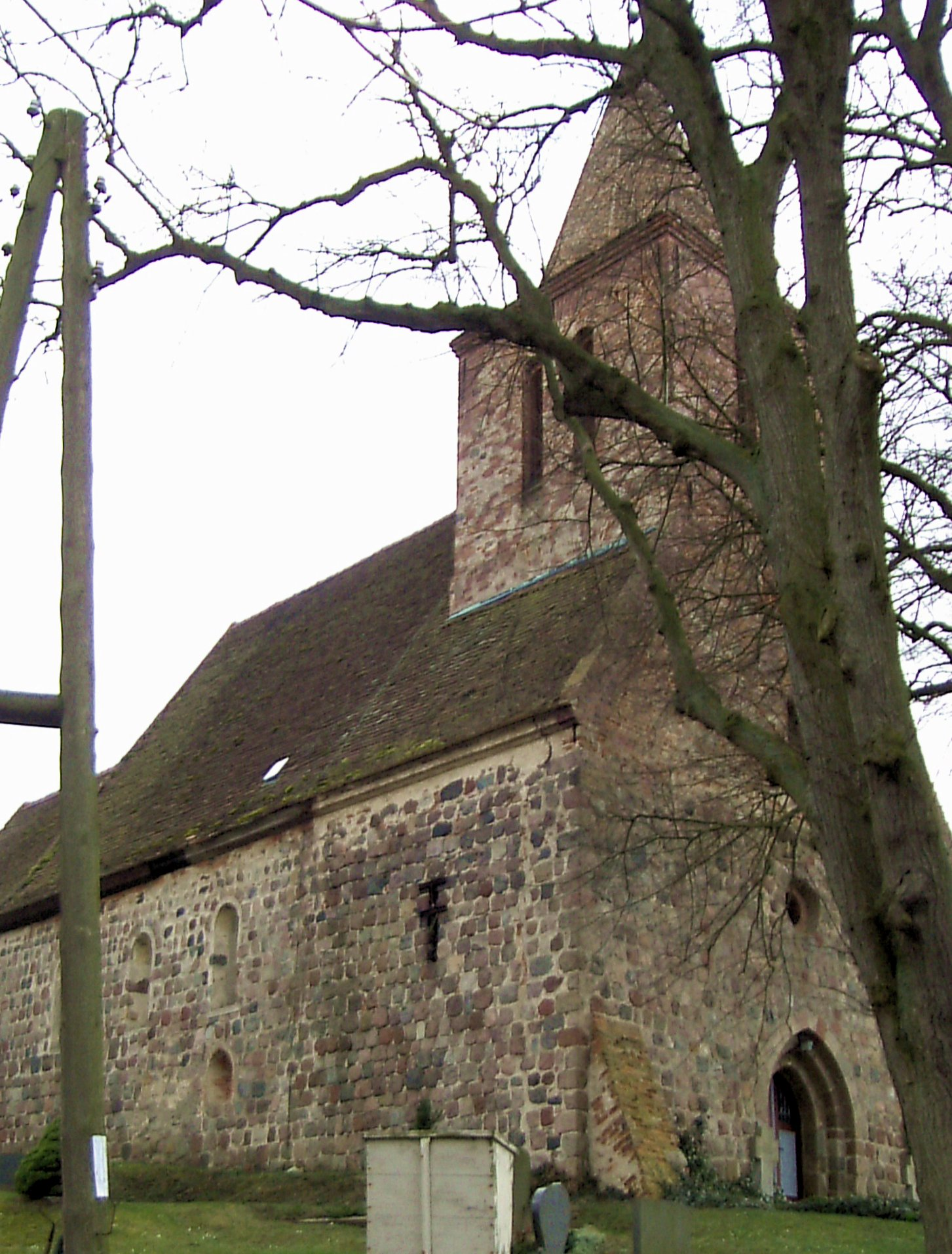
Цихівська церква
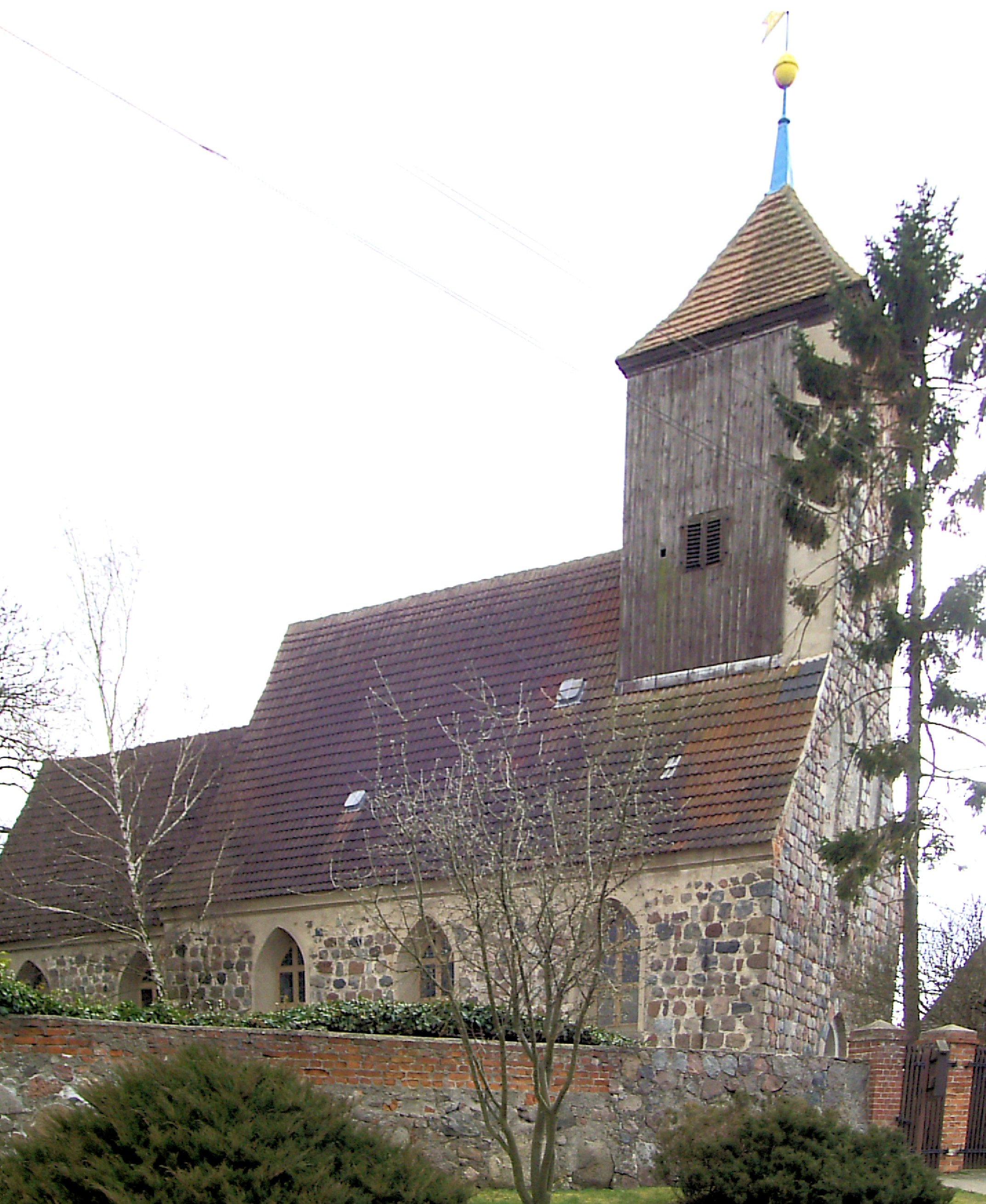
Церква Св. Марії у Фредерсдорфі
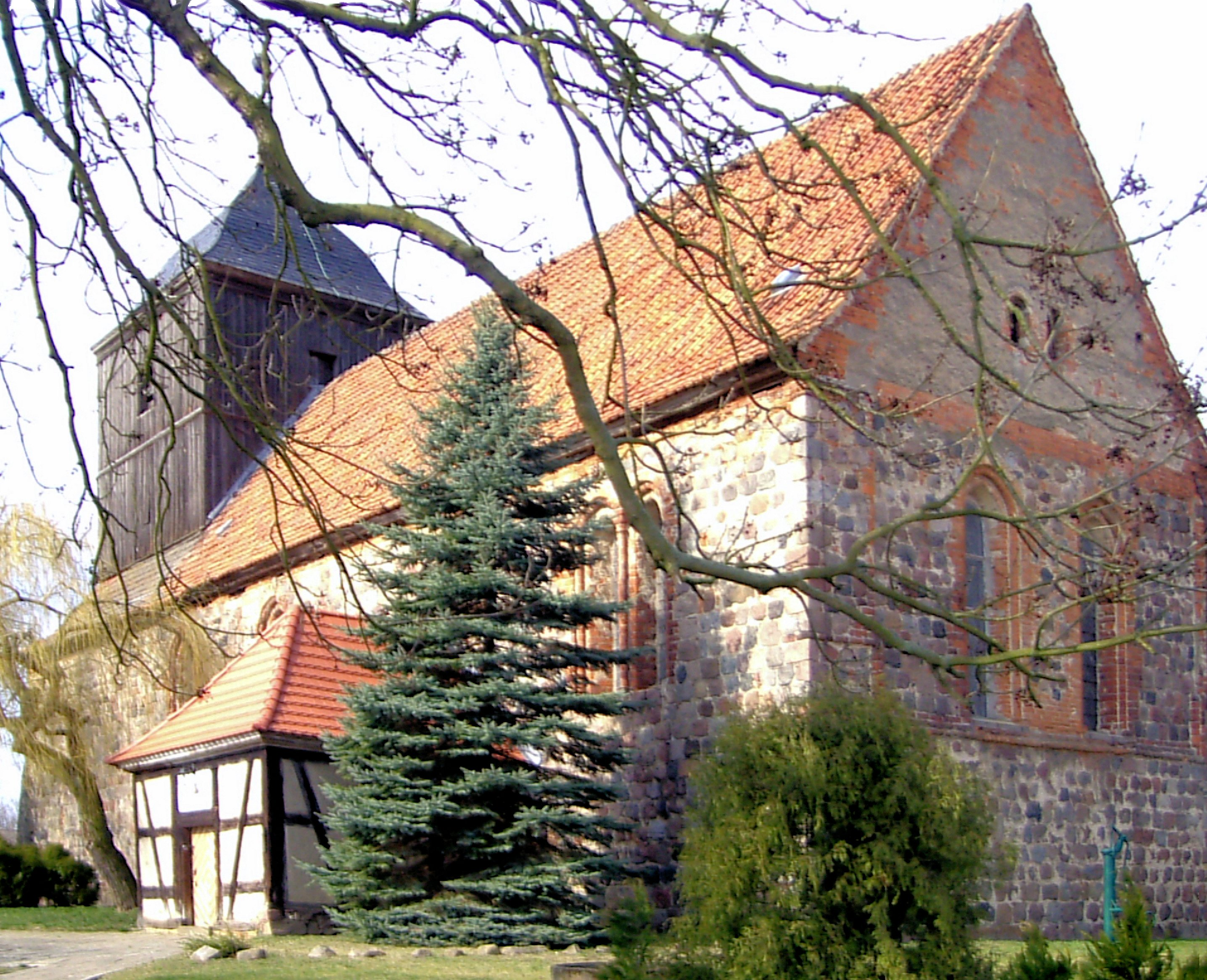
Гольмська церква

- Інші пам'ятки
- Вітряк
- Замок
- Форлаубенхаус